# Iréna Martial
Pour les articles homonymes, voir Martial.
Iréna Martial, née le 28 juin 1909 en Guadeloupe et morte le 29 juin 2022, est une supercentenaire française. Elle devient la vice-doyenne des Français après Lucile Randon le 4 janvier 2022 à la mort de Valentine Ligny. Cependant elle n'était en réalité que la troisième française la plus âgée, car Elise Tavan, dont l'existence fut révélée à titre posthume, était plus âgée. 

## Biographie
Iréna Martial (de son nom de jeune fille Iréna Méri) est née le 28 juin 1909 à Pliane, commune de Le Gosier, en Guadeloupe. À 23 ans, elle épouse Éloi Martial avec qui elle a dix enfants dont six sont encore en vie,.

## Record de longévité
Le 21 septembre 2020, Iréna Martial devient la personne vivante la plus âgée de Guadeloupe. Sa sœur, Anasthasie Léone Béziat, est décédée le 13 août 2021, à l'âge de 110 ans et 103 jours, ce qui font d'elles l'une des paires de sœurs la plus âgée au monde.